# 長崎県の図書館一覧
長崎県の図書館一覧（ながさきけんのとしょかんいちらん）は、長崎県内にある全図書館の一覧である（学校図書館を除く）。

## 県南

### 長崎市
- 長崎県立長崎図書館 郷土資料センター
  - 改築による休館前に所蔵していた資料の大半は大村市のミライon図書館（2019年（令和元年）10月5日開館）へ移転
- 長崎市立図書館
  - 長崎市香焼図書館

### 西彼杵郡
- 長与町図書館
- 時津町立図書館
  - 時津図書館

### 西海市
- 西海市立図書館
  - 西海市立西彼図書館
  - 西海市立大島図書館

## 島原半島

### 島原市
- 島原図書館
- 有明図書館

### 雲仙市
- 雲仙市図書館

### 南島原市
- 南島原市図書館
  - 南島原市有家図書館
  - 南島原市西有家図書館
  - 南島原市原城図書館
  - 南島原市口之津図書館
  - 南島原市加津佐図書館
  - 南島原市深江図書館

## 県央

### 諫早市
- 諫早市立図書館
  - 諫早市立諫早図書館
  - 諫早市立西諫早図書館
  - 諫早市立たらみ図書館
  - 諫早市立森山図書館

### 大村市
- 長崎県立・大村市立一体型図書館（ミライon図書館）
  - 2019年（令和元年）10月5日開館。大村市立図書館と長崎県立長崎図書館（一部の所蔵資料を除く）を改築・一体化。

### 東彼杵郡
- 波佐見町図書館

## 県北・離島

### 佐世保市
- 佐世保市立図書館

### 松浦市
- 松浦市立図書館
  - 松浦市立福島図書館

### 平戸市
- 平戸市図書館
  - 平戸市平戸図書館
  - 平戸市永田記念図書館

### 北松浦郡
- 小値賀町立図書館
- 佐々町立図書館

### 南松浦郡
- 新上五島町立図書館
  - 新上五島町立中央図書館（有川本館）
    - 若松分館
    - 新上五島分館
    - 新魚目分館

  - 新上五島町立奈良尾図書館

### 五島市
- 五島市立図書館

### 壱岐市
- 壱岐市立郷ノ浦図書館
- 壱岐市立石田図書館

### 対馬市
- 対馬市立つしま図書館

## 参考資料
- 長崎県公共図書館一覧（PDF） - 長崎県立長崎図書館ウェブサイト